# Chang Kuo-Li
Chang Kuo-Li (chinesisch 张国立, Pinyin Zhang Guoli, * 26. März 1955 in Taipeh) ist ein taiwanischer Schriftsteller und ehemaliger Chefredakteur der China Times Weekly.

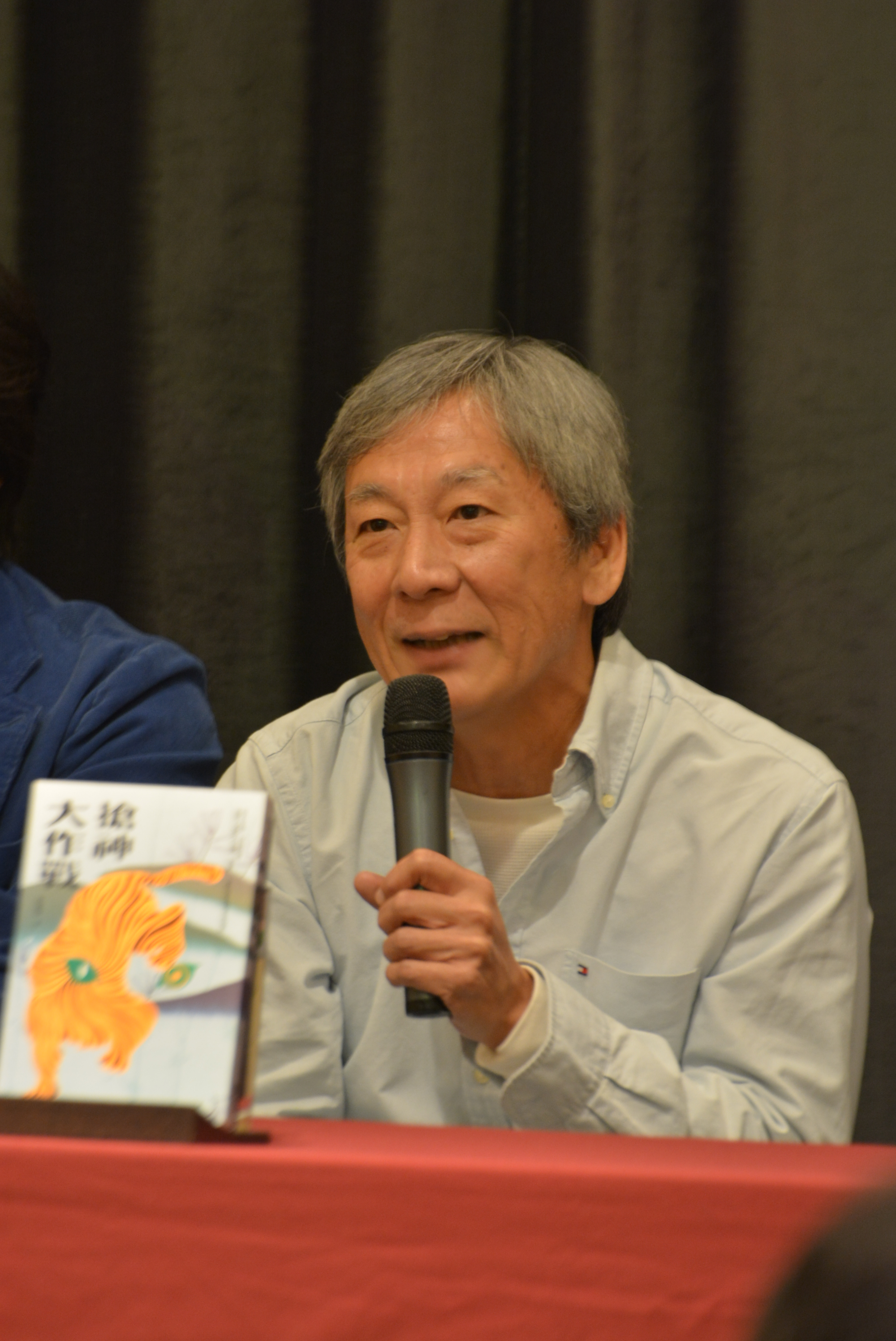
Chang Kuo-Li

## Leben
Chang Kuo-Li wurde 1955 in Taipeh geboren. Er studierte an der Katholischen Fu-Jen-Universität Sprachen und Literatur und arbeitete als Chefredakteur für die Wochenzeitung China Times Weekly.
Er veröffentlichte zahlreiche Sachbücher und Belletristik auf Chinesisch. Die ersten beiden Bände seiner hardboiled Polit-Thriller rund um Kriminalkommissar Wu und Scharfschützen Alex Li wurden auf Deutsch übersetzt. Sie handeln von Verstrickungen zwischen Militär, Politik, Geheimgesellschaften und Triaden in Taiwan.

## Werke
- Der grillende Killer. Droemer, München 2022, ISBN   978-3-426-28389-9.
- Die Kugel des Bösen. Doemer, München 2024, ISBN 978-3-426-28414-8.